# Родіна Євгенія Сергіївна
Євгенія Сергіївна Родіна (рос. Евгения Сергеевна Родина; нар. 4 лютого 1989) — російська тенісистка.

## Фінали турнірів WTA

### Парний розряд (0–1)
| Легенда                             |
| ----------------------------------- |
| Турніри Великого шолома (0–0)       |
| Турніри WTA Tour (0–0)              |
| Premier Mandatory & Premier 5 (0–0) |
| Premier (0–0)                       |
| International (0–1)                 |

| Фінали за покриттям |
| ------------------- |
| Тверде (0–0)        |
| Ґрунт (0–1)         |
| Трава (0–0)         |
| Килим (0–0)         |

| Результат | Ранг | Дата          | Турнір                                        | Покриття | Партнер    | Опоненти                       | Рахунок          |
| --------- | ---- | ------------- | --------------------------------------------- | -------- | ---------- | ------------------------------ | ---------------- |
| Поразка   | 1.   | 17 липня 2016 | Ladies Championship Gstaad, Gstaad, Швейцарія | Ґрунт    | Анніка Бек | Лара Арруабаррена Ксенія Кноль | 1–6, 6–3, [8–10] |

## Фінали WTA 125 Series

### Одиночний розряд: 1 (1 титул)
| Результат | Ранг | Дата              | Турнір                                     | Покриття   | Опонент       | Рахунок  |
| --------- | ---- | ----------------- | ------------------------------------------ | ---------- | ------------- | -------- |
| Перемога  | 1.   | 20 листопада 2016 | OEC Taipei WTA Challenger, Taipei, Тайвань | Тверде (i) | Чжан Кайчжень | 6–4, 6–3 |

## Фінали ITF

### Одиночний розряд: 20 (13–7)
| Легенда          |
| ---------------- |
| Турніри $100,000 |
| Турніри $75,000  |
| Турніри $50,000  |
| Турніри $25,000  |
| Турніри $10,000  |

| Результат | Ранг | Дата              | Турнір                                       | Покриття   | Опонент                           | Рахунок       |
| --------- | ---- | ----------------- | -------------------------------------------- | ---------- | --------------------------------- | ------------- |
| Поразка   | 1.   | 8 травня 2005     | Дубровник, Хорватія                          | Ґрунт      | Vanja Ćorović                     | 4–6 0–6       |
| Перемога  | 2.   | 26 серпня 2006    | Москва, Росія                                | Ґрунт      | Катерина Макарова                 | 7–6 6–3       |
| Перемога  | 3.   | 5 листопада 2006  | Мінськ, Білорусь                             | Килим (i)  | Павлюченкова Анастасія Сергіївна  | 6–4 6–3       |
| Поразка   | 4.   | 1 квітня 2007     | Москва, Росія                                | Тверде (i) | Катерина Макарова                 | 4–6 7–6 3–6   |
| Перемога  | 5.   | 22 жовтня 2007    | Подольськ, Росія                             | Килим      | Анна Лапущенкова                  | 6–1 6–3       |
| Перемога  | 6.   | 11 листопада 2007 | Мінськ, Білорусь                             | Тверде (i) | Сорана Кирстя                     | 6–1 6–1       |
| Поразка   | 7.   | 15 грудня 2007    | Дубай (місто), ОАЕ                           | Тверде     | Кириленко Марія Юріївна           | 5–7 2–6       |
| Перемога  | 8.   | 30 березня 2009   | Ханти-Мансійськ, Росія                       | Килим      | Анна Лапущенкова                  | 6–3 6–2       |
| Перемога  | 9.   | 22 листопада 2009 | Братислава, Словаччина                       | Тверде (i) | Рената Ворачова                   | 6–4 6–2       |
| Перемога  | 10.  | 8 серпня 2010     | Астана, Казахстан                            | Тверде     | Катерина Деголевич                | 4–6 6–1 6–4   |
| Поразка   | 11.  | 21 листопада 2010 | Братислава, Словаччина                       | Тверде     | Бондаренко Катерина Володимирівна | 6–7 2–6       |
| Поразка   | 12.  | 8 вересня 2013    | Москва, Росія                                | Ґрунт      | Анастасія Васильєва               | 2–6 1–6       |
| Перемога  | 13.  | 30 червня 2014    | Мідделбург, Нідерландські Антильські острови | Ґрунт      | Ангелік ван дер Мет               | 7–5, 7–5      |
| Поразка   | 14.  | 31 серпня 2014    | Fleurus, Бельгія                             | Ґрунт      | Крістіна Кучова                   | 3–6 4–6       |
| Перемога  | 15.  | 1 вересня 2014    | Москва, Росія                                | Ґрунт      | Ксенія Кноль                      | 7–6(7–2), 6–1 |
| Поразка   | 16.  | 13 вересня 2014   | Москва, Росія                                | Ґрунт      | Віталія Дяченко                   | 3–6 1–6       |
| Перемога  | 17.  | 20 вересня 2014   | Добрич, Болгарія                             | Ґрунт      | Андрея Міту                       | 3–6, 7–5, 6–3 |
| Перемога  | 18.  | 3 листопада 2014  | Шарм-еш-Шейх, Єгипет                         | Тверде     | Лаура Зігемунд                    | 6–2, 6–2      |
| Перемога  | 19.  | 16 листопада 2014 | Шарм-еш-Шейх, Єгипет                         | Тверде     | Лаура Зігемунд                    | 5–7, 6–3, 6–2 |
| Перемога  | 20.  | 19 червня 2016    | Ilkley, Велика Британія                      | Трава      | Ребекка Шрамкова                  | 6–4, 6–4      |

### Парний розряд: 18 (6–12)
| Легенда          |
| ---------------- |
| Турніри $100,000 |
| Турніри $75,000  |
| Турніри $50,000  |
| Турніри $25,000  |
| Турніри $10,000  |

| Результат | Ранг | Дата              | Турнір                                       | Покриття   | Партнер                          | Опоненти in the final                               | Рахунок in the final  |
| Перемога  | 1.   | 8 травня 2005     | Дубровник, Хорватія                          | Ґрунт      | Natalia Bogdanova                | Tina Obrež Meta Sevšek                              | 4–6 6–4 6–4           |
| Runner–up | 2.   | 22 липня 2006     | Дніпро (місто), Україна                      | Ґрунт      | Христина Антонійчук              | Олена Антипіна Ніна Братчикова                      | 1–6 7–5 5–7           |
| Поразка   | 3.   | 25 серпня 2006    | Москва, Росія                                | Ґрунт      | Міхаела Бузернеску               | Марія Кондратьєва Катерина Макарова                 | 6–4 4–6 1–6           |
| Перемога  | 4.   | 29 жовтня 2006    | Подольськ, Росія                             | Тверде (i) | Павлюченкова Анастасія Сергіївна | Василіса Давидова Катерина Деголевич                | 6–1 6–2               |
| Поразка   | 5.   | 1 листопада 2006  | Мінськ, Білорусь                             | Килим      | Катерина Деголевич               | Дар'я Кустова Катерина Макарова                     | 4–6 4–6               |
| Поразка   | 6.   | 10 березня 2007   | Мінськ, Білорусь                             | Килим      | Катерина Макарова                | Дар'я Кустова Катерина Деголевич                    | 6–4 4–6 4–6           |
| Перемога  | 7.   | 1 квітня 2007     | Москва, Росія                                | Тверде (i) | Клейбанова Аліса Михайлівна      | Арина Родіонова Катерина Деголевич                  | 7–6 6–0               |
| Перемога  | 8.   | 15 квітня 2007    | Біарріц, Франція                             | Ґрунт      | Yevgenia Savransky               | Катерина Лопес Ірина Бремон                         | 2–6 6–1 6–3           |
| Перемога  | 9.   | 23 квітня 2007    | Торрент (Валенсія), Іспанія                  | Ґрунт      | Катерина Лопес                   | Марта Марреро Карла Суарес Наварро                  | 7–6 3–6 6–2           |
| Поразка   | 10.  | 14 листопада 2009 | Мінськ, Білорусь                             | Тверде     | Весна Долонц                     | Кіченок Людмила Вікторівна Кіченок Надія Вікторівна | 3–6 6–7               |
| Поразка   | 11.  | 6 червня 2011     | Ноттінгем, Велика Британія                   | Трава      | Регіна Куликова                  | Ева Бірнерова Петра Цетковська                      | 3–6 2–6               |
| Перемога  | 12.  | 12 серпня 2013    | Казань, Росія                                | Тверде     | Вероніка Кудерметова             | Олександра Артамонова Martina Borecká               | 5–7 6–0 10–8          |
| Поразка   | 13.  | 13 грудня 2013    | Мадрид, Іспанія                              | Тверде     | Еліца Костова                    | Демі Схюрс Ева Ваканно                              | 1–6 2–6               |
| Поразка   | 14.  | 5 травня 2014     | Трнава, Словаччина                           | Тверде     | Гаспарян Маргарита Меликівна     | Штефані Фогт Чжен Сайсай                            | 4–6 2–6               |
| Поразка   | 15.  | 26 травня 2014    | Москва, Росія                                | Тверде     | Катерина Бичкова                 | Anna Danilina Ксенія Кноль                          | 3–6 2–6               |
| Поразка   | 16.  | 30 червня 2014    | Мідделбург, Нідерландські Антильські острови | Ґрунт      | Вероніка Кудерметова             | Ангелік ван дер Мет Bernice van de Velde            | 6–7(4–7), 6–3, [5–10] |
| Поразка   | 17.  | 16 серпня 2014    | Westende, Бельгія                            | Тверде     | Марина Мельникова                | Їсалін Бонавентюре Елісе Мертенс                    | 2–6 2–6               |
| Поразка   | 18.  | 15 травня 2016    | Трнава, Словаччина                           | Ґрунт      | Анастасія Севастова              | Анна Калинська Tereza Mihalikova                    | 2–6 2–6               |